# Gendün Gyatsho
Gendün Gyatsho Palzangpo eller Gedun Gyatso, född 1475, död 1541, räknas som den andra inkarnationen Dalai Lama i Gelug-skolan inom den tibetanska buddhismen.
Han föddes i Tanag Sekme nära Shigatse i Tibet. föräldrarna, Kunga Gyatso och Machik Kunga Pemo var båda bönder. Så fort han lärde sig tala berättade han för sina föräldrar att hans namn var Pema Dorjee, (Gedun Drubs födelsenamn). Han blev senare utropad till den första inkarnationen av Gedun Drub och fick till följe av det namnet "Gedun Gyatso".
När hans efterföljare Sonam Gyatso erkändes som Dalai Lama fick Gendun Gyatso titeln restrospektivt och räknas därför som den tredje Dalai Lama.